# 呂鳳
呂鳳，浙江新昌縣人，明朝政治人物。

## 生平
天順三年（1459年）舉己卯科浙江鄉試，天順四年（1460年）聯捷庚辰科進士，历仕南京工部主事。